# Peacemakers - Un detective nel West
Peacemakers - Un detective nel West (Peacemakers) è una serie televisiva statunitense in 9 episodi trasmessi per la prima volta nel corso di una sola stagione nel 2003.
È una serie gialla western definita come una "commistione tra CSI e Deadwood" e incentrata sui casi affrontati dal marshall Jared Stone (interpretato da Tom Berenger) e dal detective Larimer Finch, addestrato a Scotland Yard.

## Personaggi e interpreti
- Marshall Jared Stone (9 episodi, 2003), interpretato da Tom Berenger.
- Detective Larimer Finch (9 episodi, 2003), interpretato da Peter O'Meara.
- Chipper Dunn (9 episodi, 2003), interpretato da Colby Johannson.
- Katie Owen (9 episodi, 2003), interpretata da Amy Carlson.
- Twyla Gentry (9 episodi, 2003), interpretata da Bellamy Young.
- Sindaco Smith (9 episodi, 2003), interpretato da Bob Gunton.
- Luci Prescott (9 episodi, 2003), interpretata da Barbara Tyson.
- Jake Freeman (9 episodi, 2003), interpretato da Jim Shield.
- Vic Simmons (9 episodi, 2003), interpretato da Anthony Ulc.
- Steward Harrison (9 episodi, 2003), interpretato da Matthew Bennett.
- Will Johnston (9 episodi, 2003), interpretato da Greg Cipes.
- Ralph (4 episodi, 2003), interpretato da James Ralph.

### Guest star
Tra le guest star: Sonja Bennett, Bob Gunton, Lou Bollo, Elizabeth Rice, James Remar, Jeff Kober, Darren E. Burrows, Tod Thawley, Julie Benz, Colby Johannson, John Doe, Christina Jastrzembska, Campbell Lane, John Murphy, Shannon Aldrich, J.M. Landry, Dave Ward, Riley Smith, André Danylieu, Olivia Burnette, Duncan Fraser, Kaj-Erik Eriksen, Sarah Hattingh, Paul Campbell, Taayla Markell, Diana Ha, Colin Foo.

## Produzione
La serie, ideata da Rick Ramage, fu prodotta da Michael R. Joyce Productions, USA Cable Entertainment e Outpost Productions e girata a Vancouver in Canada. Le musiche furono composte da Terry Frewer e Joseph LoDuca.

### Registi
Tra i registi sono accreditati:
- Larry Carroll in un episodio (2003)
- Jerry Levine in un episodio (2003)
- Michael Robison in un episodio (2003)
- Michael Switzer in un episodio (2003)
- Richard Compton
- Jean de Segonzac
- Rick Wallace

### Sceneggiatori
Tra gli sceneggiatori sono accreditati:
- Larry Carroll in un episodio (2003)
- André Jacquemetton in un episodio (2003)
- Rick Ramage in un episodio (2003)
- Tom Berenger
- Charles Grant Craig
- Marjorie David
- Matt Witten
- Rob Wright

## Distribuzione
La serie fu trasmessa negli Stati Uniti dal 30 luglio 2003 al ottobre 2003 sulla rete televisiva USA Network. In Italia è stata trasmessa dal 5 giugno 2005 su Rete 4 con il titolo Peacemakers - Un detective nel West.
Alcune delle uscite internazionali sono state:
- negli Stati Uniti il 30 luglio 2003 (Peacemakers)
- in Islanda il 3 settembre 2005
- in Italia (Peacemakers - Un detective nel West)

## Episodi
| Stagione       | Episodi | Prima TV USA |
| -------------- | ------- | ------------ |
| Prima stagione | 9       | 2003         |